# Pole Mokotowskie metróállomás
A Pole Mokotowskie egy metróállomás Varsóban a varsói M1-es metró vonalán.

## Szomszédos állomások
A metróállomáshoz az alábbi állomások vannak a legközelebb:
- Politechnika (Młociny, M1-es metróvonal)
- Racławicka (Kabaty, M1-es metróvonal)

## Átszállási kapcsolatok
| M1 (Młociny ↔ Kabaty) |                                         |                                                                   |
| Állomás               | Átszállási kapcsolatok                  | Fontosabb létesítmények                                           |
| Pole Mokotowskie      | 119, 167, 168, 174, 195, 700 17, 33, 41 | Park imienia marszałka Józefa Piłsudskiego (Józef Piłsudski park) |